# Ayano Ōmoto
Ayano Ōmoto (大本彩乃, Ōmoto Ayano), alias Nocchi (のっち), née le 20 septembre 1988 à Fukuyama au Japon, est une chanteuse, idole japonaise et est l'une des trois membres du groupe de J-pop Perfume.

## Biographie
Ōmoto est née et a grandi dans la Préfecture de Hiroshima au Japon. Elle suit les cours à l'Hiroshima Actors School avec ses amies et autres membres actuels du groupe Perfume, Yuka Kashino et Ayaka Nishiwaki.
Ōmoto est placée dans la classe supérieure pour le chant qui l'a toujours fortement intéressée. Dans une lettre qu'elle écrit à son "Futur Moi", elle se rappelle que son professeur de chant lui disait toujours qu'elle voulait juste chanter et danser parce qu'elle aimait ça, mais qu'elle n'était pas taillée pour être une véritable chanteuse.
Nishiwaki et Kashino, qui étaient toujours dans la classe des débutants à ce moment, rencontrent Ōmoto en secret.
Ōmoto rejoint le groupe en 2001, en remplacement du 3e membre original, Yūka Kawashima, qui quitte le groupe pour se concentrer sur ses études. En 2002, elle fait une apparition dans une publicité pour Johnson & Johnson.